# Escola Bíblica e Arqueológica Francesa de Jerusalém

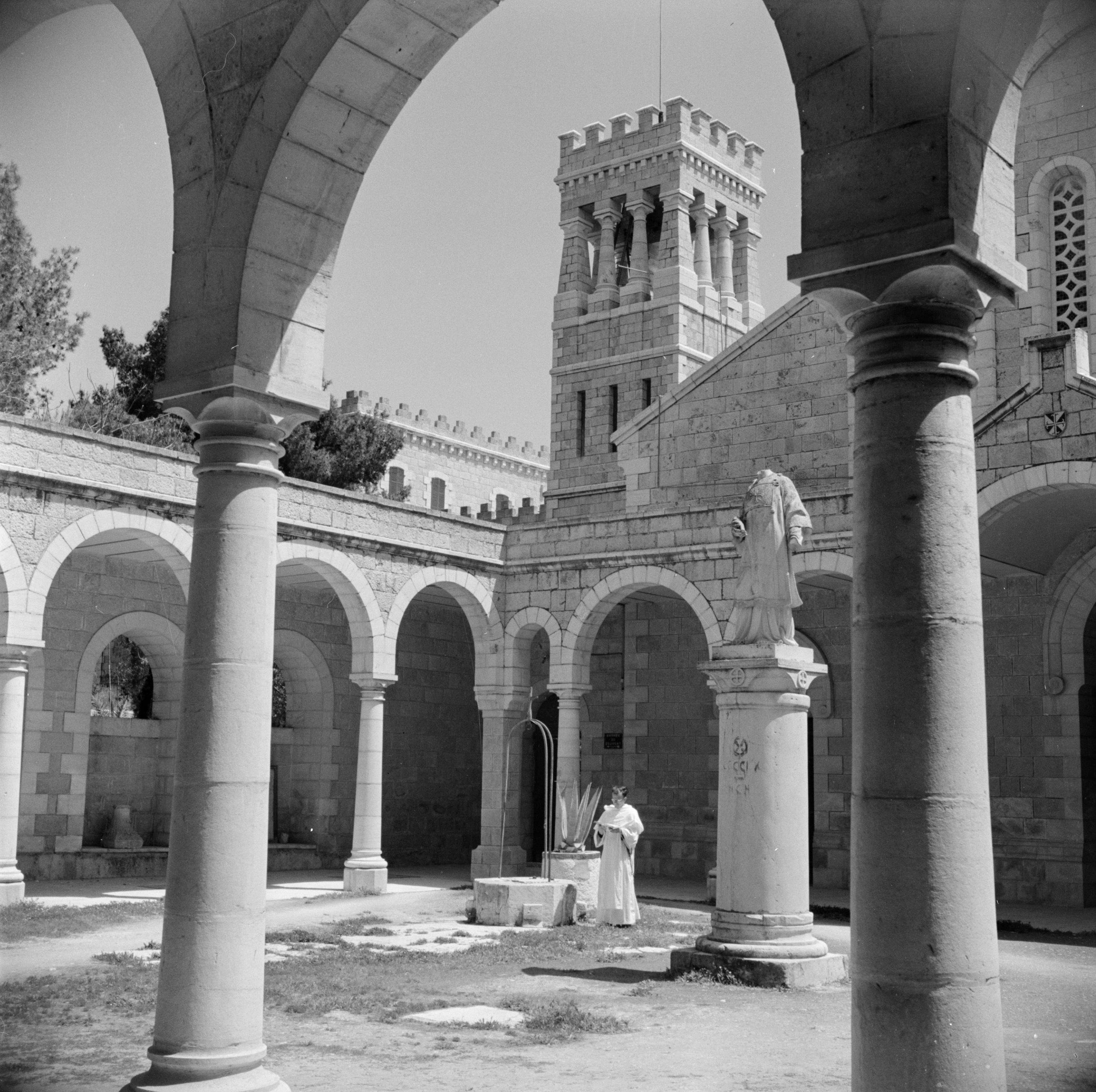
Priorado de Saint-Étienne, casa da École Biblique

A Escola Bíblica e Arqueológica Francesa de Jerusalém, vulgarmente conhecida como Escola Bíblica, é um estabelecimento acadêmico francês em Jerusalém especializado em arqueologia e exegese bíblica, tendo realizado como um dos seus feitos notáveis a tradução da Bíblia de Jerusalém dentre outros.

## História
A escola foi fundada em 1890 sob o nome de École pratique d'études bibliques por Marie-Joseph Lagrange, sacerdote dominicano. Em 1920, recebeu o nome atual, após o seu reconhecimento, pela Académie des Inscriptions et Belles-Lettres, como uma escola arqueológica nacional na França.
A escola faz parte do convento dominicano de Santo Estêvão, em francês: "Couvent de Saint-Étienne". A maioria dos professores da École Biblique são frades dominicanos e todos os membros do convento dominicano estão envolvidos no trabalho da École.
O priorado está centrado em torno da moderna Basílica de Santo Estêvão (Saint-Étienne), construída sobre as ruínas de um antigo antecessor, para o qual as supostas relíquias de Santo Estêvão foram transferidas em 439, tornando a igreja do período bizantino o centro do culto à esse santo em particular.
Desde a sua criação, a escola se envolveu na exegese do texto bíblico e realizou pesquisas arqueológicas, de maneira complementar e sem sigilo, na Palestina e nos territórios adjacentes. Suas principais disciplinas são epigrafia, as línguas semíticas, assiriologia, egiptologia, outros aspectos da história antiga, geografia e etnografia.
Ela tem o poder de conferir doutorados oficiais nas Sagradas Escrituras. Ela publica a Revue Biblique, que é uma coleção diversificada de bolsas de estudo em seus campos de excelência, e também publica material direcionado a públicos maiores, incluindo uma tradução da Bíblia em Francês, conhecida como Bíblia de Jerusalém (uma obra que buscava tanto rigor crítico da tradução e pela qualidade como uma peça de literatura).
Após a descoberta dos Manuscritos do Mar Morto, os estudiosos da escola se envolveram fortemente na tradução e interpretação dos textos.
A escola e seu fundador foram, durante muito tempo, considerados "suspeitos" pelas autoridades do Vaticano, como conseqüência da Crise Modernista. O próprio Lagrange, como outros estudiosos envolvidos no renascimento dos estudos bíblicos do século XIX, era suspeito de ser um modernista. A escola foi brevemente fechada.
Em 1909, o conflito entre dominicanos e jesuítas, comum na época, resultou na criação pelo Papa do Pontifício Instituto Bíblico, como rival dos jesuítas da escola. A disputa entre os jesuítas e os dominicanos (e suas respectivas instituições) se acalmou gradualmente, principalmente após a encíclica papal de 1943, Divino Afflante Spiritu.

## Membros notáveis
Entre seus membros mais ilustres, além de Marie-Joseph Lagrange, estão Marie-Emile Boismard, Roland de Vaux, Raymond-Jacques Tournay, Jerome Murphy-O´Connor e Pierre Benoit.
- Félix-Marie Abel (1878–1953)
- pl: Charles Coüasnon, liderou as escavações de 1961 a 1977 na Igreja do Santo Sepulcro
- Jean-Baptiste Humbert (nascido em 1940)
- Louis-Hugues Vincent (1872–1960)